# Javor
Javor (deutsch Jawor) ist eine Gemeinde in Tschechien. Sie liegt neun Kilometer südwestlich von Klatovy und gehört zum Okres Klatovy.

## Geographie
Der Ort befindet sich am Nordhang des Rovenská hora (571 m) im Quellgebiet des Kosmoukovský potok. Beim Ortsteil Loučany erhebt sich der 690 m hohe Úliště.
Nachbarorte sind Klenová, Rozpáralka und Týnec im Norden, Loučany im Osten sowie Lehom, Rovná, Opálka und Strážov im Süden.

## Geschichte
Von einer frühzeitlichen Besiedelung der Gegend zeugen archäologische Funde aus der Keltenzeit am Rovenská hora.
Erstmals urkundlich erwähnt wurde Javor im Jahre 1379. Spätere Besitzer des zur Burg Klenová gehörigen Dorfes waren ab 1525 Wilhelm Švihovský von Riesenberg und ab 1534 Zdeniek Lev von Rosental. Seit 1547 befand sich die aus der Burg mit dem Städtchen und dem Hof Klenová, der wüsten Feste und dem Dorf Týnec, der wüsten Feste Bezděkov, dem Hof und dem Dorf Bezděkov sowie den Dörfern Javor, Loučany, Koryta, Hynkovice, Hořejší Želiv und Datelov bestehende Herrschaft Klenová unter der Zwangsverwaltung der Gläubiger des Adam Lev von Rosental. 1549 kaufte einer von ihnen, Adam von Sternberg die Herrschaft auf. 1553 veräußerte er sie an Georg Harant von Polschitz und Weseritz. Dessen Söhne Christoph und Adam teilten sich die Herrschaft 1585 je zur Hälfte. 1617 erbte Adams Sohn Johann Georg d. J. die eine Hälfte; die andere gehörte zu dieser Zeit Wilhelm von Klenau, der sie von seiner Mutter Magdalena Harant von Polschitz – einer Schwester von Adam und Christoph – übernommen hatte. Mit Johann Georg d. J. Harants Tod fiel dessen Hälfte 1637 an die Krone Böhmen heim, die Georg Adam Borsita von Martinic damit belehnte. Dieser erwarb 1640 auch die andere Hälfte von den Herren von Klenau. Martinic schloss die Herrschaft wenig später mit der Herrschaft Opálka zusammen.
1669 wurde die vereinigte Herrschaft mit den Burgen Opálka und Klenová, der Feste Bezděkov, den Städtchen Strážov und Klenová, 18 Dörfern sowie acht Meierhöfen an Karl von Sternberg verkauft, der sie bereits 1673 an Paul Graf von Morzin weiterveräußerte. Dessen Sohn Ferdinand Matthias von Morzin teilte die vereinigte Herrschaft 1699 wieder; das Gut Klenová umfasste die Burg Klenová, das Städtchen Klenová sowie die Dörfer Loučany und Javor. Nachfolgend wechselten die Besitzer des Gutes in rascher Folge und die Burg wurde dem Verfall überlassen. Im 18. Jahrhundert war das Gut Klenová zeitweilig an die Herrschaft Bystřice nad Úhlavou angeschlossen. 1832 erwarb der Besitzer der Herrschaft Chodenschloß-Kauth, Eduard Graf von Stadion-Thannhausen das Gut Klenau, ab 1838 gehörte es Franz Wenzel Veith.  Bis zur Mitte des 19. Jahrhunderts blieb Javor nach Klenau untertänig.
Nach der Aufhebung der Patrimonialherrschaften bildeten Javor und Loučany ab 1850 Ortsteile der Gemeinde Klenová im Gerichtsbezirk Klattau. Ab 1868 gehörten beide Dörfer zum Bezirk Klattau. Javor und Loučany lösten sich 1897 von Klenová los und bildeten die Gemeinde Javor. Im Zuge der Gemeindegebietsreform wurden Javor und Loučany 1961 nach Týnec eingemeindet, ab 1980 gehörten beide Dörfer Ortsteile zu Janovice nad Úhlavou. Seit dem 24. November 1990 bildet Javor wieder eine eigene Gemeinde.

## Gemeindegliederung
Die Gemeinde Javor besteht aus den Ortsteilen und Katastralbezirken Javor (Jawor) und Loučany (Lautschan). Zu Javor gehören außerdem die Einschicht Pláň sowie ein Anteil von U Kosnářů.

Bildergalerie
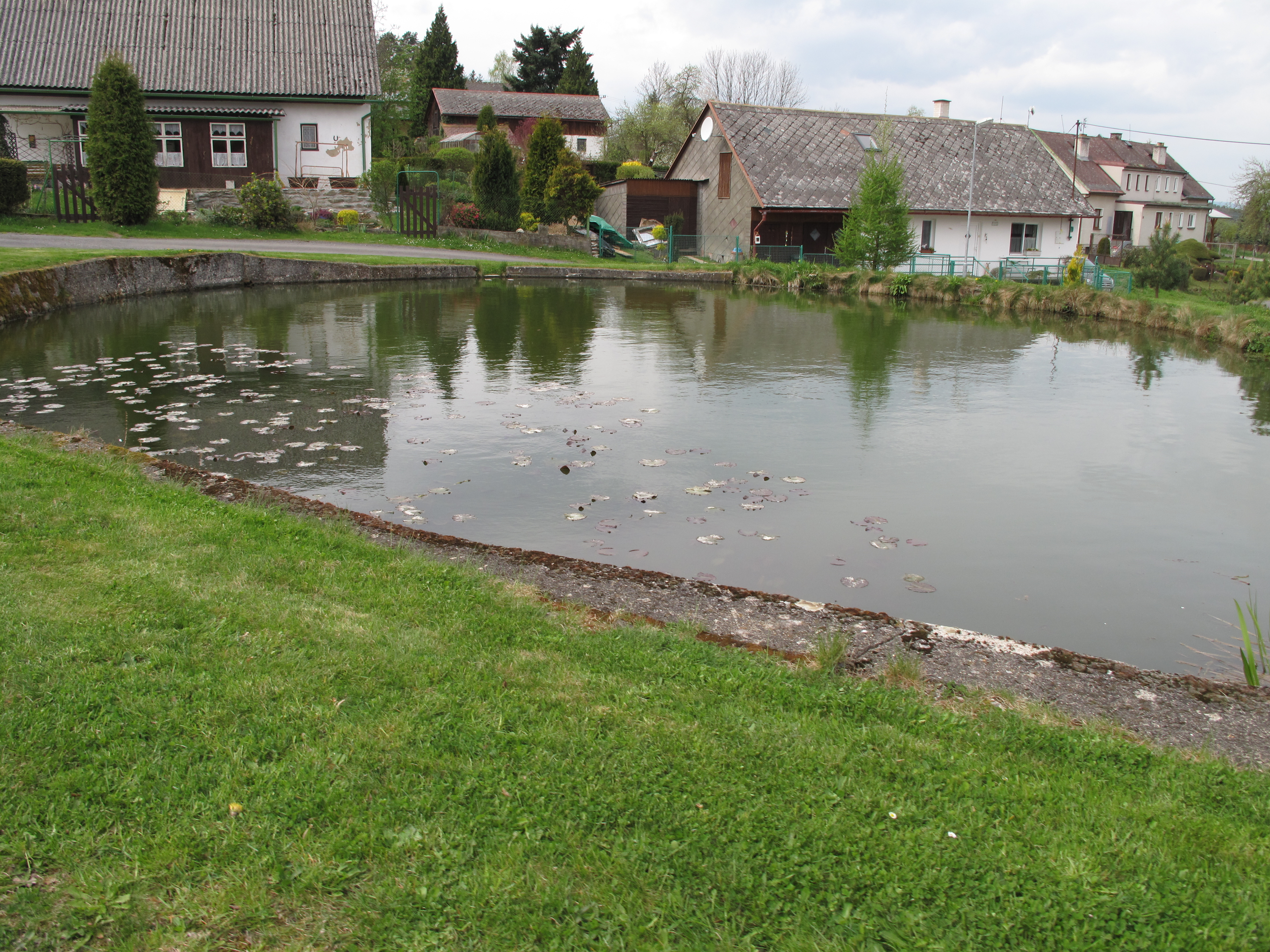
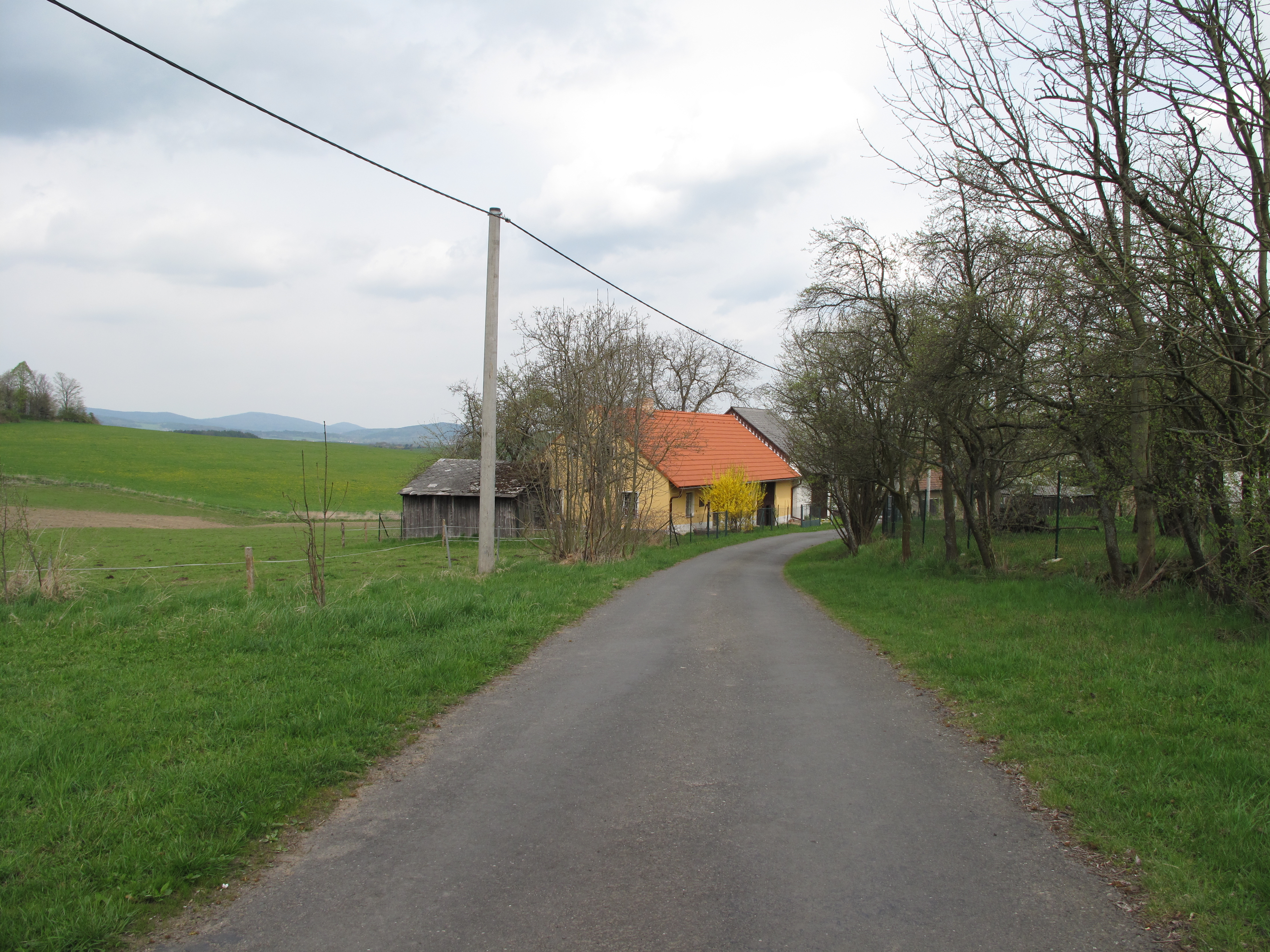
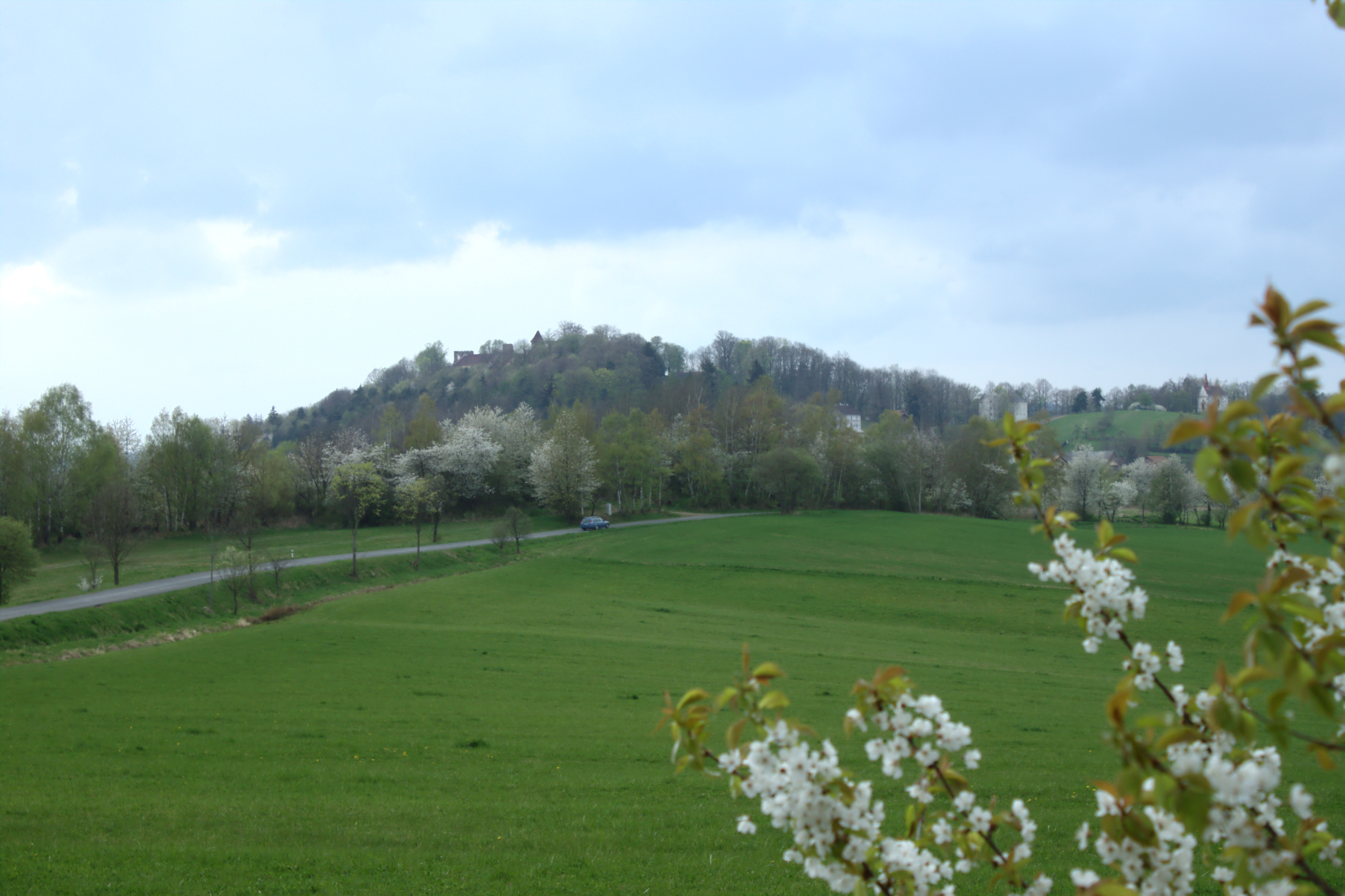